# مسييه 46
مسييه 46 أوم46 (بالإنجليزية: Messier 46 أوM 46 أو NGC 2437) هو تجمع نجمي مفتوح يوجد في كوكبة. اكتشفه شارل مسييه عام 1771. ويبعد مسييه 46 نحو 5.500 سنة ضوئية عن الأرض . ويوجد في هذا العنقود نحو 500 نجم ، وتشير القياسات أن عمره نحو 300 مليون سنة.

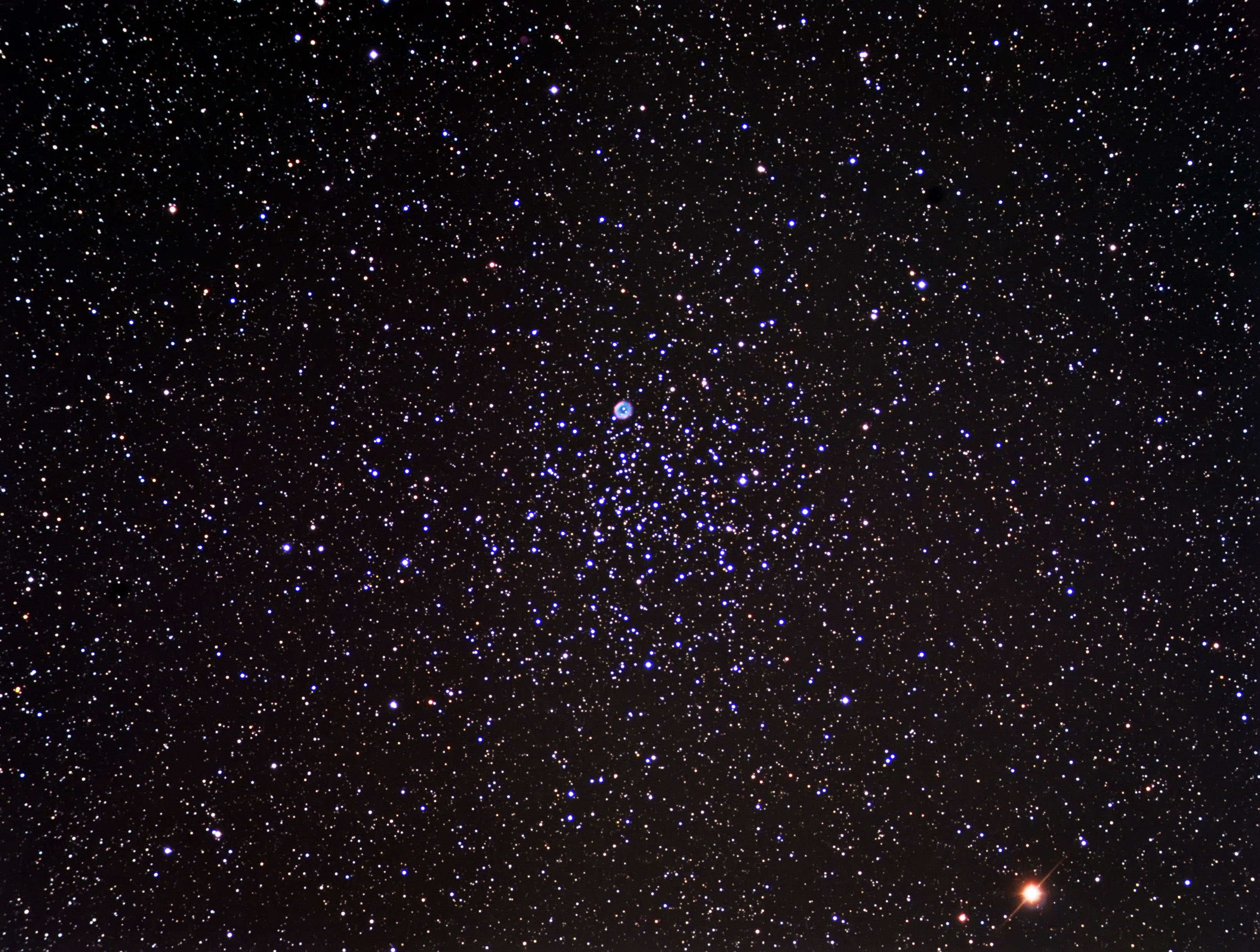
ميسييه 46

توجد فيه السديم الكوكبي NGC 2438 الذي يظهر داخل التجمع النجمي عند طرفها الشمالي ، ولكن يبدو أنه لا يتبع التجمع النجمي حيث أن سرعته الشعاعية لا تشترك مع السرعة الشعاعية للتجمع النجمي.

## اقرأ أيضا
- مجرة حلزونية
- مجرة
- قزم أبيض
- عملاق أحمر
- نجم
- مجرة إهليجية
- الانفجار العظيم
- خط زمني للانفجار العظيم
- نجم نيوتروني
- ثقب أسود
- إن جي سي 2438
- إن جي سي 2818

## وصلات خارجية
- موقع الكون في الإنترنت ؛ يعطي أسماء الأبراج بالعربية واللغات الأجنبية.